# فیورنتزو مارینی
فیورنتزو مارینی (ایتالیایی: Fiorenzo Marini؛ ۱۴ مارس ۱۹۱۴ – ۲۵ ژانویهٔ ۱۹۹۱)شمشیرباز اهل ایتالیا بود.
وی در مسابقات کشوری و بین‌المللی در مجموع برندهٔ ۱ مدال طلا، ۱ مدال نقره شده‌است.